# Matthias Lehmann
Matthias Lehmann és un exfutbolista alemany. Va començar com a futbolista al VfL Ulm i va retirar-se a l'FC Köln, després de passar-hi 7 temporades.

## Trajectòria
- 1987-1991 VfL Ulm
- 1991-2001 SSV Ulm 1846
- 2001-2003 VfB Stuttgart
- 2003-2006 1860 München
- 2006-2009 Alemannia Aachen
- 2009-2011 FC St. Pauli
- 2011-2012 Eintracht Frankfurt
- 2012-2019 1. FC Köln